# 広島市立佐伯区図書館
広島市立佐伯区図書館（ひろしましりつさえきくとしょかん）は、広島市佐伯区にある広島市立の図書館である。旧湯来町に『湯来河野閲覧室』もある。

## 概要
2005年4月25日の湯来町合併の同日、『湯来町河野図書館』を引き継ぎ『広島市立佐伯区図書館 湯来河野閲覧室』が開館した。前身の『湯来町河野図書館』は2002年4月14日に開館したやまゆりホール内にある。延床面積は800.00m2。他の市立図書館と異なり、独自システムになるため、別途利用者カードの作成が必要になる。ただし、2014年3月1日に広島市立図書館とシステム統合が行われるため従来のカードは使用不可になるが他の市立図書館の利用者カードが使用可能になる予定である。

## 開館時間

### 本館
- 火曜日から金曜日 午前9時 - 午後7時[要出典]
- 土・日曜日･国民の祝日・8月6日 午前9時 - 午後5時[要出典]

### 湯来河野閲覧室
- 火曜日から金曜日 午前9時 - 午後6時[要出典]
- 土・日曜日･国民の祝日・8月6日 午前10時 - 午後5時[要出典]

## 休館日
本館・湯来河野閲覧室ともに
- 毎週月曜日（8月6日・休日法の休日に当たる時は開館）[要出典]
- 祝日法の休日の翌日（土・日・月曜日に当たるときは直後の平日）[要出典]
- 図書整理日（奇数月の末日、土・日・月曜日に当たるときは直前の金曜日）[要出典]
- 年末年始（12月29日 - 1月4日）[要出典]
- 特別整理期間（7日以内）[要出典]